# Harald Cerny
Harald Cerny (*Viena, Austria, 13 de septiembre de 1973), futbolista austriaco. Juega de volante y su primer equipo fue Bayern de Múnich. se retiró en la temporada 2007-2008 jugando para el TSV 1860 Múnich donde además es el futbolista con más cantidad de partidos disputados con 299.

## Selección nacional
Ha sido internacional con la Selección de fútbol de Austria, ha jugado 47 partidos internacionales y ha anotado 4 goles.

## Clubes
| Club             | País     | Año         |
| ---------------- | -------- | ----------- |
| Bayern Múnich II | Alemania | 1990 - 1992 |
| Bayern Múnich    | Alemania | 1992 - 1993 |
| Admira Wacker    | Austria  | 1993 - 1994 |
| Tirol Innsbruck  | Austria  | 1994 - 1996 |
| 1860 Múnich      | Alemania | 1996 - 2007 |

## Participaciones en Copas del Mundo
| Mundial                        | Sede    | Resultado    |
| ------------------------------ | ------- | ------------ |
| Copa Mundial de Fútbol de 1998 | Francia | Primera fase |

- Datos: Q698901
- Multimedia: Harald Cerny / Q698901